# 9834 Kirsanov
9834 Kirsanov (1982 TS1) là một tiểu hành tinh vành đai chính được phát hiện ngày 14 tháng 10 năm 1982 bởi L. G. Karachkina ở Nauchnyj.